# Charles Thompson (lekkoatleta)
Charles C.F.O. Thompson, znany też jako Charlie Bush (ur. w 1924) – gujański lekkoatleta, olimpijczyk.
Wziął udział w igrzyskach olimpijskich w 1948, na których wystartował w dwóch konkurencjach: biegu na 100 metrów i w skoku w dal. W wyścigu na 100 metrów odpadł w eliminacjach, zajmując ostatnie piąte miejsce w swoim biegu kwalifikacyjnym (czas nieznany). Również w skoku w dal nie przeszedł eliminacji, bowiem uzyskał przedostatni, 19. wynik (w jedynej mierzonej próbie skoczył 6,58 m). Był pierwszym gujańskim lekkoatletą, który wystartował na igrzyskach olimpijskich.
Rekord życiowy w skoku w dal – 7,55 m (1947).